# رتناگیری
رتناگیری (به انگلیسی: Ratnagiri) یک منطقهٔ مسکونی در هند است که در بخش رتناگیری واقع شده‌است. رتناگیری ۳٬۲۷٬۱۲۰ نفر جمعیت دارد و ۱۱ متر بالاتر از سطح دریا واقع شده‌است.